# Laurent Weber
Pour les articles homonymes, voir Weber.
Laurent Weber, né le 1er septembre 1972 à Colmar, est un ancien footballeur français reconverti entraîneur des gardiens. Il est notamment passé par le Dijon FCO et l'équipe du Maroc.

## Biographie

### Enfance et formation
Il effectue sa préformation au SR Colmar, et intègre l'équipe de France Juniors B2 (actuels U16) en 1988.

### Gardien professionnel
Débutant du côté du championnat de National 1 avec le club du CS Louhans-Cuiseaux, Laurent Weber s'envole vite vers la première division à RC Strasbourg, en tant que doublure. Là bas, il y fera son premier match dans l'élite à 22 ans lors d'un Bastia - Strasbourg : (0-1).
Désireux de retrouver du temps de jeu, il retourne en National 1 en 1995 à l'US Valenciennes-Anzin (ancêtre du Valenciennes Football Club). Il y fait un très beau parcours, finissant troisième du groupe A, mais pour des raisons financières le club est relégué en Nationale 2. Weber est libre à l'issue de cette saison. Il s'envole une nouvelle fois pour l'élite en tant que doublure au SC Bastia, mais ne fera que 3 matchs cette saison-là.
Véritable globe trotter, Laurent Weber se stabilise à partir de 1997 du côté de l'Aube dans l'ambitieux club de l'ES Troyes AC dirigé par Alain Perrin. Titulaire dans les cages, il est l'un des artisans de la montée du club en Division 1 en 1999. Mais l'arrivée de Tony Heurtebis lui réserve une nouvelle fois un rôle de remplaçant à l'échelon supérieur.
Ainsi, il quitte la ville pour se relancer du côté de la Picardie, à l'AS Beauvais Oise où il fera deux saisons brillantes. Jouant même la montée en Ligue 1 la deuxième année, ses performances attirent d'autres clubs plus importants. Et c'est ainsi qu'en 2002, il part à l'AS Nancy-Lorraine. Initialement prévu pour être titulaire, les performances désastreuse du club et le changement d'entraîneur lui confine un poste de remplaçant derrière Olivier Sorin.
Après une saison pénible, il part en 2003 dans un club plus modeste : le FC Istres. À la surprise générale, le club parvient à monter en Ligue 1 nominant Laurent parmi les meilleurs gardiens de L2. L'année suivante, il débute dans l'élite avec pour la première fois un statut de titulaire, mais payant le prix de quelques erreurs il doit céder sa place à Rudy Riou. Le club fait l'ascenseur et descend en Ligue 2, peu motivé à l'idée d'être remplaçant en L2, Weber est prêté au Stade de Reims avec lequel il fera une bonne saison. Mais à son retour, Istres n'est toujours pas remonté et il est contraint de jouer les doublures dans la deuxième division toujours derrière Rudy Riou. La saison est catastrophique pour le club qui va descendre en National. Le départ de nombreux joueurs permet à Laurent de retrouver un statut de numéro 1 dans les cages en plus d'être entraîneur des gardiens.
Mais, les résultats du club ne sont pas là et Laurent est contraint de quitter le club en 2008 et prépare alors sa reconversion. Finalement, malgré une carrière essentiellement en Ligue 2, il est l'un des rares joueurs à avoir presque à chaque fois joué la montée en Ligue 1 avec ses équipes.

### Reconversion
Laurent Weber devient ensuite entraîneur-adjoint au CS Louhans-Cuiseaux (National), responsable de l'équipe réserve et des gardiens. En 2010, il rejoint le club des SR Colmar, prenant le poste d'entraîneur des gardiens, puis rejoint le Dijon FCO pour s'occuper des gardiens. En juin 2020, son contrat n'est pas prolongé au DFCO, et il rejoint l'équipe du Maroc de football pour occuper le même poste jusqu'au limogeage de Vahid Halilhodzic en septembre 2022.

## Clubs
- 1988 : SR Colmar
- 1993-1994 :  CS Louhans-Cuiseaux (en National)
- 1994-1995 :  RC Strasbourg (en Division 1)
- 1995-1996 :  US Valenciennes Anzin (en National)
- 1996-1997 :  SC Bastia (en Division 1)
- 1997-2000 :  ES Troyes AC (en Division 2 puis en Division 1)
- 2000-2002 :  AS Beauvais (en Division 2)
- 2002-2003 :  AS Nancy-Lorraine (en Ligue 2)
- 2003-2005 :  FC Istres (en Ligue 2 puis en Ligue 1)
- 2005-2006 :  Stade de Reims (en Ligue 2)
- 2006-2008 :  FC Istres (en Ligue 2 puis en National)

Total :
- 19 matchs en Ligue 1
- 235 matchs en Ligue 2